# Common Monetary Area
Common Monetary Area (CMA) är en valutaunion mellan Sydafrika, Lesotho och Swaziland. Den är knuten till Sydafrikanska tullunionen, och startades i juli 1986.

### Fotnoter
1. ↑  Swaziland Business Year Book 2005 Arkiverad 18 november 2006 hämtat från the Wayback Machine.